# 別所町 (三木市)
別所町（べっしょちょう）は兵庫県三木市にある地区である。旧別所村。

## 概要

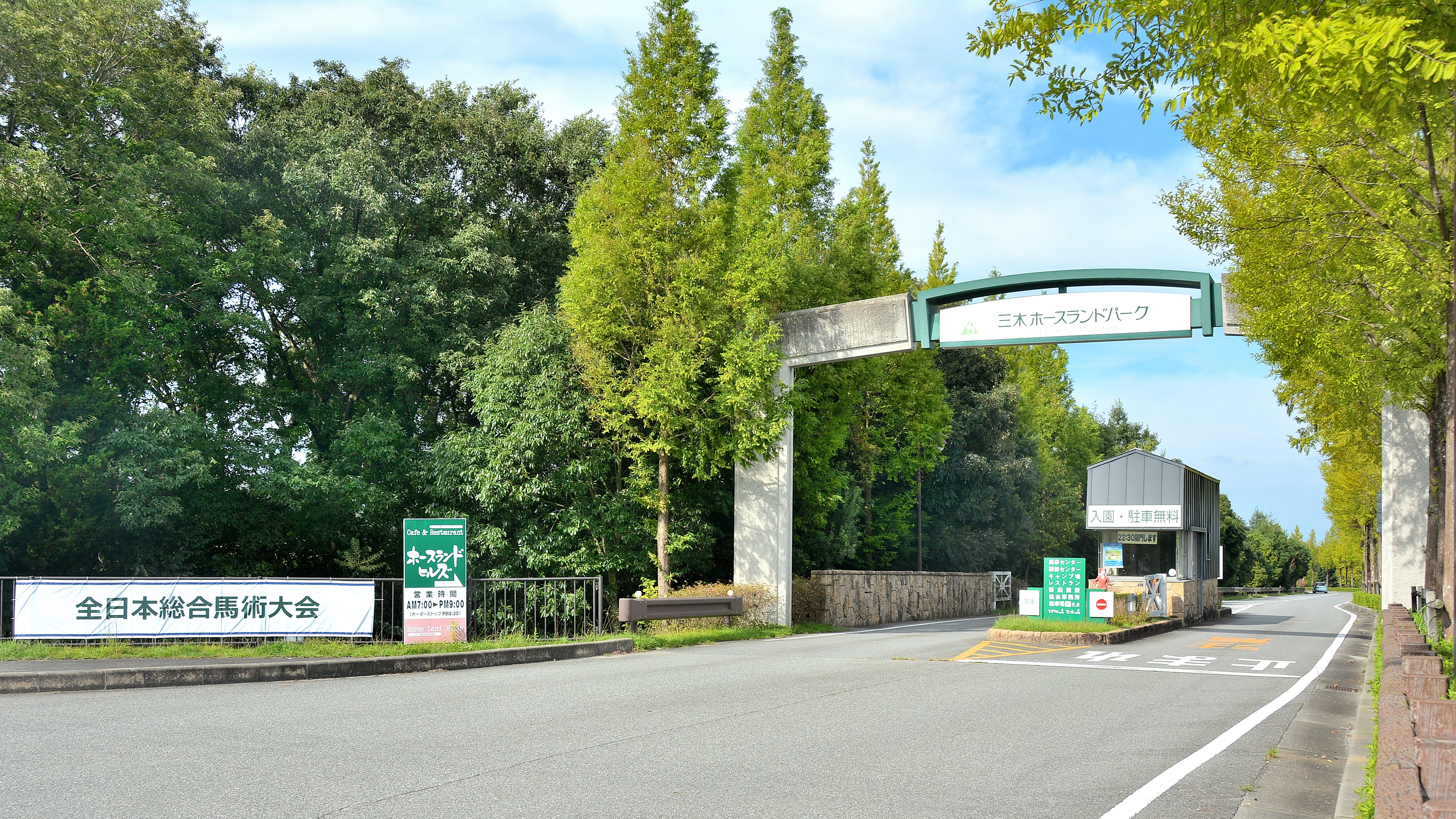
三木ホースランドパーク

- 播磨平野に位置し、多くの土地は田園地帯であり、興治には牧場がある。国道175号三木バイパス沿いには、三木ホースランドパークがあり、その近くに三木工場公園・市営住宅（朝日ケ丘）が立地している。金物関連の企業も多い。2008年4月1日までは三木鉄道三木線が通っていたが、廃線となった現在では神姫バス・みっきぃバスが代替バスを運行している。また、過疎化も進んでいる。

## 自然

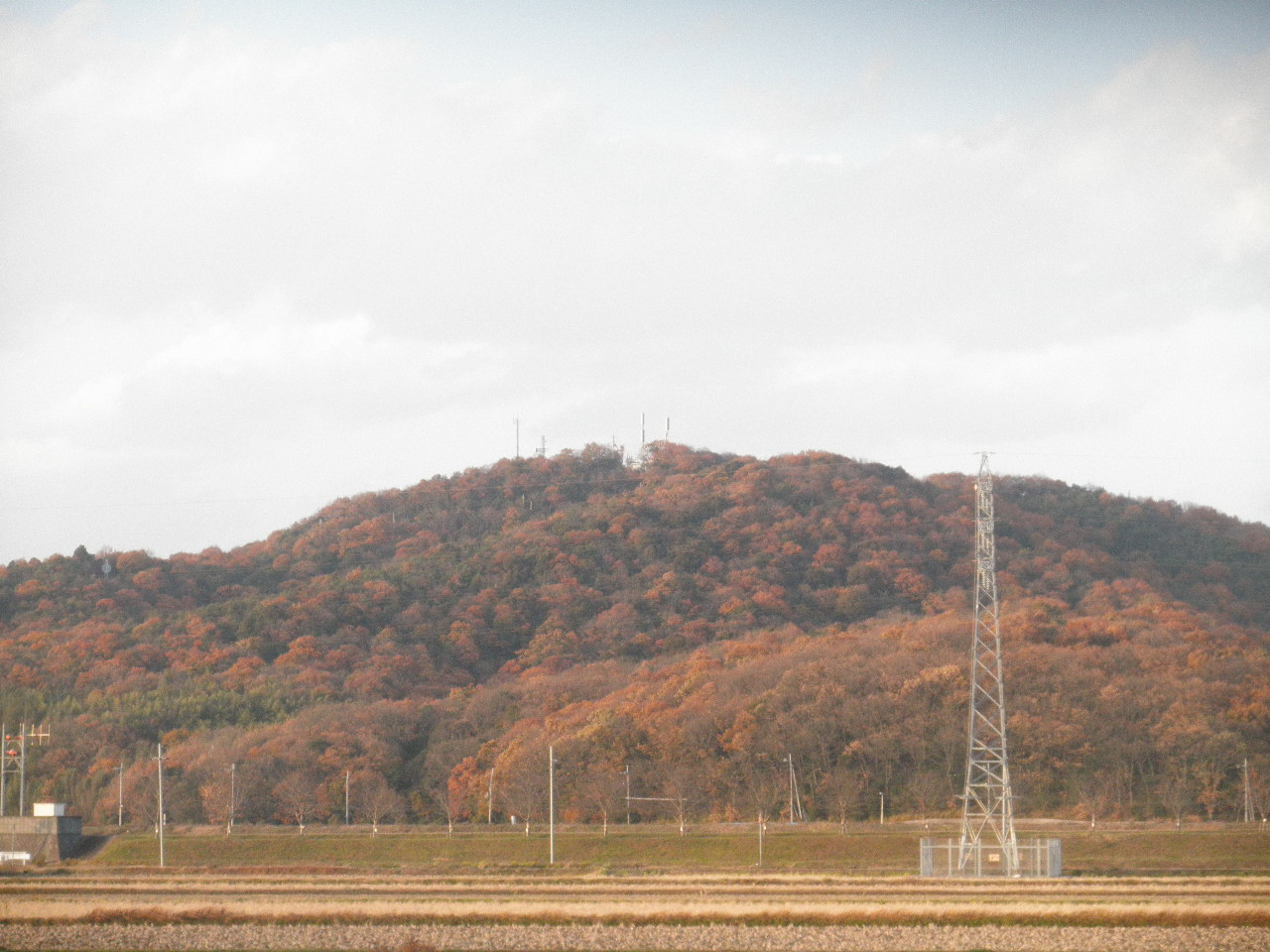
正法寺山

小野市・神戸市との境目に丘陵地帯が位置している。
- 山:正法寺山　標高152.1m[1]
- 川:美嚢川

## 歴史

### 沿革
- 1954年（昭和29年）6月1日 - 三木町・別所村・細川村・口吉川村が合併し、三木市となる。[2]
- 1957年（昭和32年）3月31日 - 三木市役所別所支所を廃止する。[2]
- 1964年（昭和39年）12月25日 - 朝日ケ丘住宅団地が完成する。[2]
- 1965年（昭和40年）8月30日 - 朝日ケ丘団地の造成工事が完成する。[2]
- 1976年（昭和51年）8月1日 - 別所保育所が開所する。[2]
- 1978年（昭和53年）7月8日 - 三木工場公園が完成する。[2]
- 1979年（昭和54年）10月26日 - 国道175号（三木バイパス）が完成する。[2]
- 1985年（昭和60年）11月3日 - 小林で圃場整備が開始される。[2]
- 1986年（昭和61年）12月2日 - 三木クリーンセンターが完成する。[2]
- 2003年（平成15年）8月8日 - 三木市道城山花尻線が開通する。[2]

## 地域

### 大字
| 郵便番号 | 大字名         |
| -------- | -------------- |
| 673-0434 | 別所町小林     |
| 673-0435 | 別所町高木     |
| 673-0441 | 別所町朝日ケ丘 |
| 673-0442 | 別所町興治     |
| 673-0443 | 別所町巴       |
| 673-0444 | 別所町東這田   |
| 673-0445 | 別所町西這田   |
| 673-0446 | 別所町花尻     |
| 673-0451 | 別所町近藤     |
| 673-0452 | 別所町石野     |
| 673-0453 | 別所町下石野   |
| 673-0454 | 別所町正法寺   |
| 673-0455 | 別所町和田     |

### 施設

#### 文教施設
- 三木市クリーンセンター
- JA兵庫南経済総合センター

#### 医療・福祉
- 三木光司園
- しゅうらく苑

#### 公園

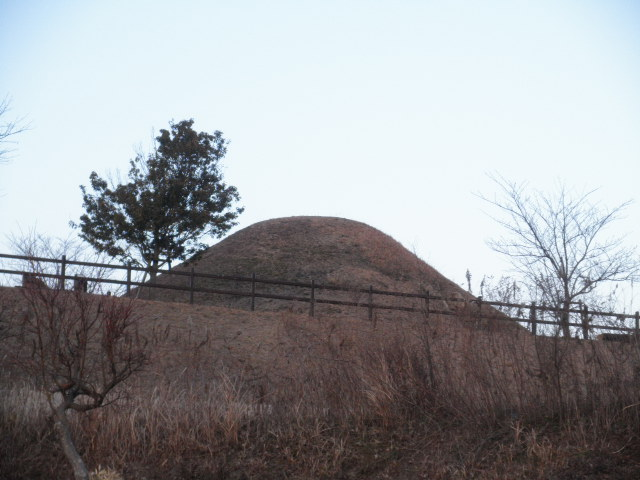
正法寺古墳公園

- 三木ホースランドパーク
- ともえ中央公園
- 正法寺古墳公園

#### 郵便局・主な金融機関
- 三木郵便局
- 三木別所郵便局

#### 宗教
- 正法寺[1]
- 在田寺
- 覚法寺
- 正福寺
- 法界寺

#### その他の施設
- 道の駅みき
- メッセみき
- 湯庵

## 校区
| 大字名         | 小学校                                                                                | 中学校                                                                                  |
| -------------- | ------------------------------------------------------------------------------------- | --------------------------------------------------------------------------------------- |
| 別所町小林     | 三木市立広野小学校 （693番地から735番地までは三木市立三樹小学校に通学が可能である。） | 三木市立三木東中学校 （693番地から735番地までは三木市立三木中学校に通学が可能である。） |
| 別所町高木     | 三木市立別所小学校 （字大山は三木市立三樹小学校に通学が可能である。）                 | 三木市立別所中学校 （字大山は三木市立三樹小学校に通学が可能である。）                   |
| 別所町朝日ケ丘 | 三木市立別所小学校                                                                    | 三木市立別所中学校                                                                      |
| 別所町興治     | 三木市立別所小学校                                                                    | 三木市立別所中学校                                                                      |
| 別所町巴       | 三木市立別所小学校                                                                    | 三木市立別所中学校                                                                      |
| 別所町東這田   | 三木市立別所小学校                                                                    | 三木市立別所中学校                                                                      |
| 別所町西這田   | 三木市立別所小学校                                                                    | 三木市立別所中学校                                                                      |
| 別所町花尻     | 三木市立別所小学校                                                                    | 三木市立別所中学校                                                                      |
| 別所町近藤     | 三木市立三樹小学校                                                                    | 三木市立三木中学校                                                                      |
| 別所町石野     | 三木市立別所小学校                                                                    | 三木市立別所中学校                                                                      |
| 別所町下石野   | 三木市立別所小学校                                                                    | 三木市立別所中学校                                                                      |
| 別所町正法寺   | 三木市立別所小学校                                                                    | 三木市立別所中学校                                                                      |
| 別所町和田     | 三木市立別所小学校                                                                    | 三木市立別所中学校                                                                      |

## 教育施設

### 現存する学校
- 三木市立別所小学校
- 三木市立別所中学校
- 兵庫県立三木東高等学校

### 過去に存在した学校
- 三木市立別所小学校下石野分校
- 三木市立三樹小学校小林分校

## 産業
- 山田錦の栽培・乳牛の飼育をし、三木工場公園では金物の生産を行っている。

### 工業

三木工場公園

- 三木工場公園

### 企業
- 近畿工業
- ミヤナガ
- サラダコスモ三木生産センター

## 交通

### 鉄道
- 町内には鉄道は通っていないが、2008年4月1日まで第三セクターの三木線が運行していた。

下石野駅 - 石野駅 - 西這田駅 - 別所駅 - 高木駅

### 道路

#### 国道
- 国道175号三木バイパス
- 国道427号（町内は国道175号と重複する。）

#### 県道
- 兵庫県道18号加古川小野線
- 兵庫県道20号加古川三田線
- 兵庫県道360号正法寺三木停車場線
- 兵庫県道513号三木環状線
- 兵庫県道514号志染土山線（町内は兵庫県道513号三木環状線と重複する。）

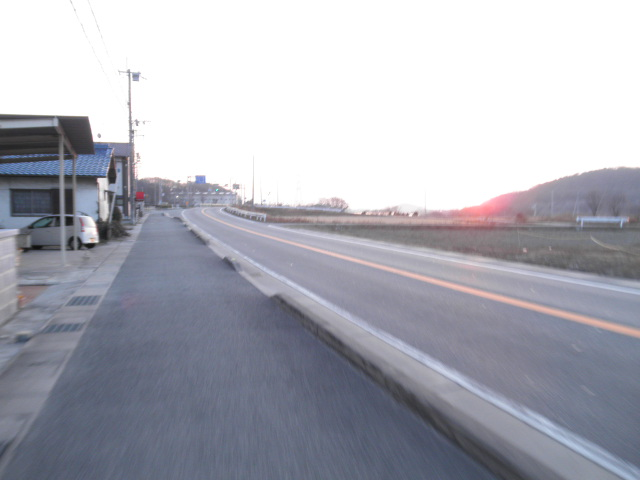
兵庫県道18号加古川小野線 正法寺で撮影
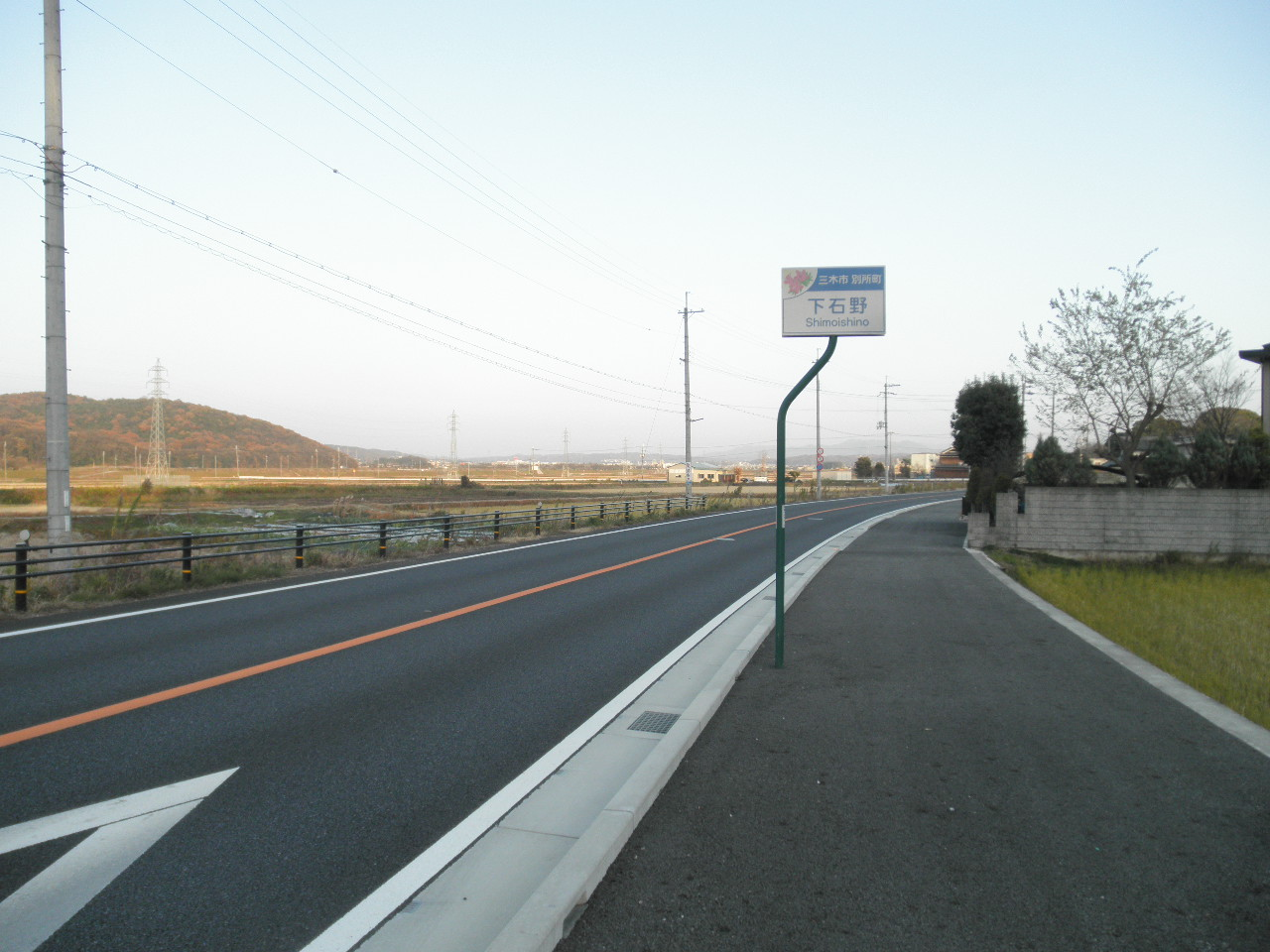
兵庫県道20号加古川三田線 下石野で撮影
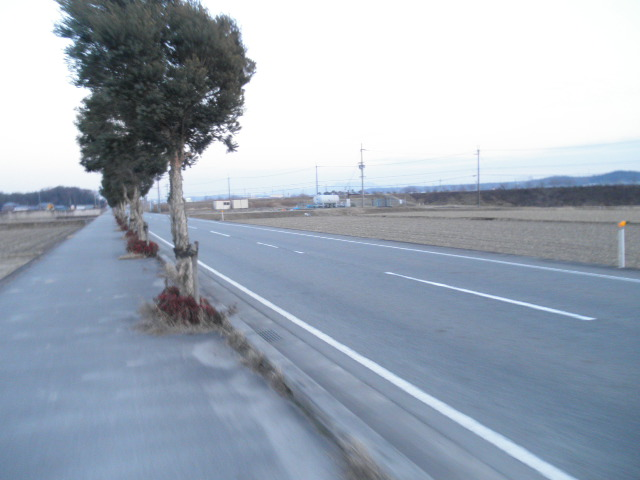
兵庫県道360号正法寺三木停車場線 正法寺2丁目で撮影
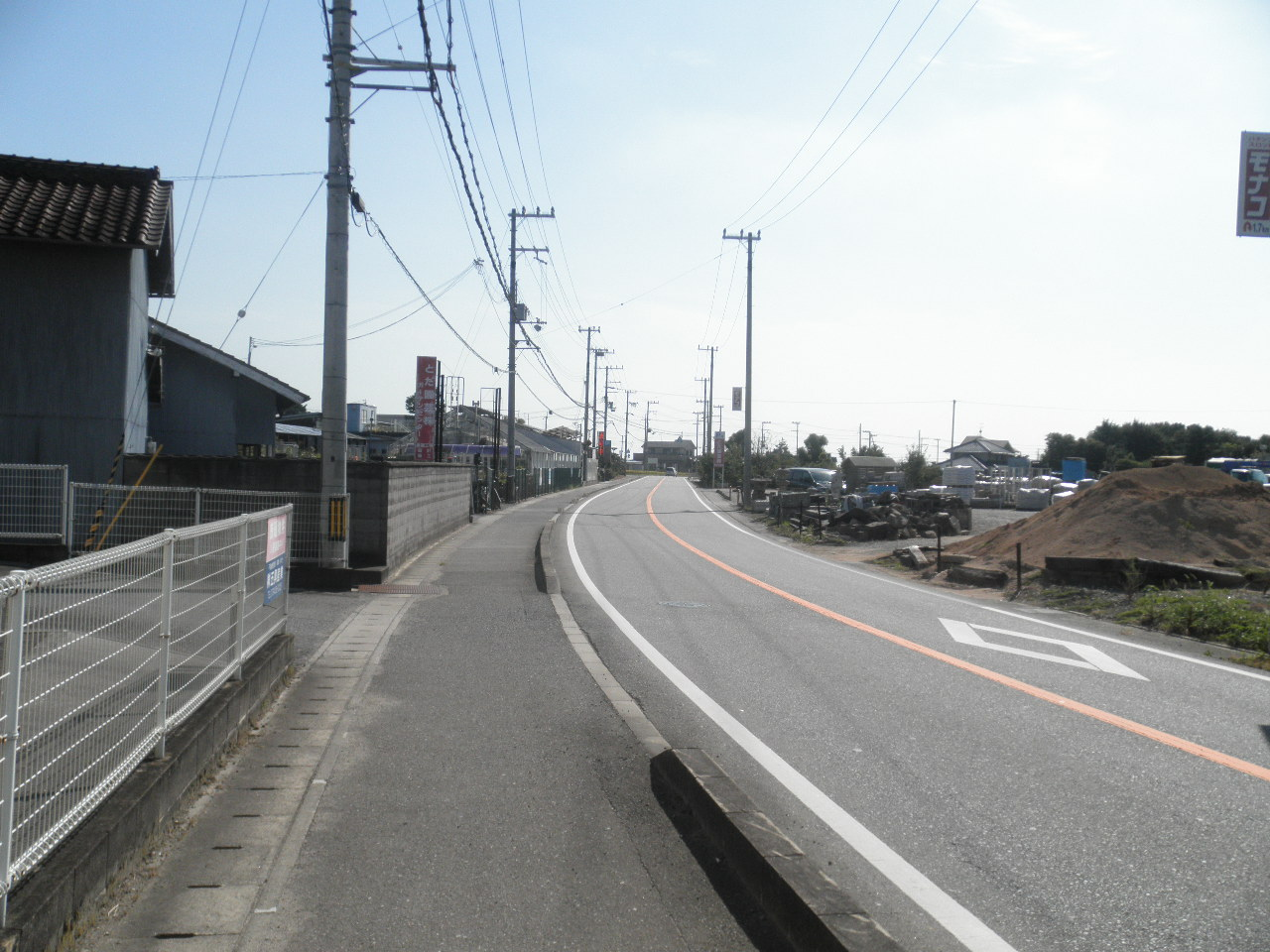
兵庫県道513号三木環状線 小林で撮影

#### 市道
- 三木市道末広鳥町線
- 三木市道城山花尻線

## 出身有名人
- 別所長治 - 戦国武将
- 佐野秀匡 - 水泳選手（中学生の時に居住）